# Ferragosto
Ferragosto est une fête italienne qui a lieu le 15 août, le jour de l'Assomption de Marie.

## Histoire

### Dans la Rome antique

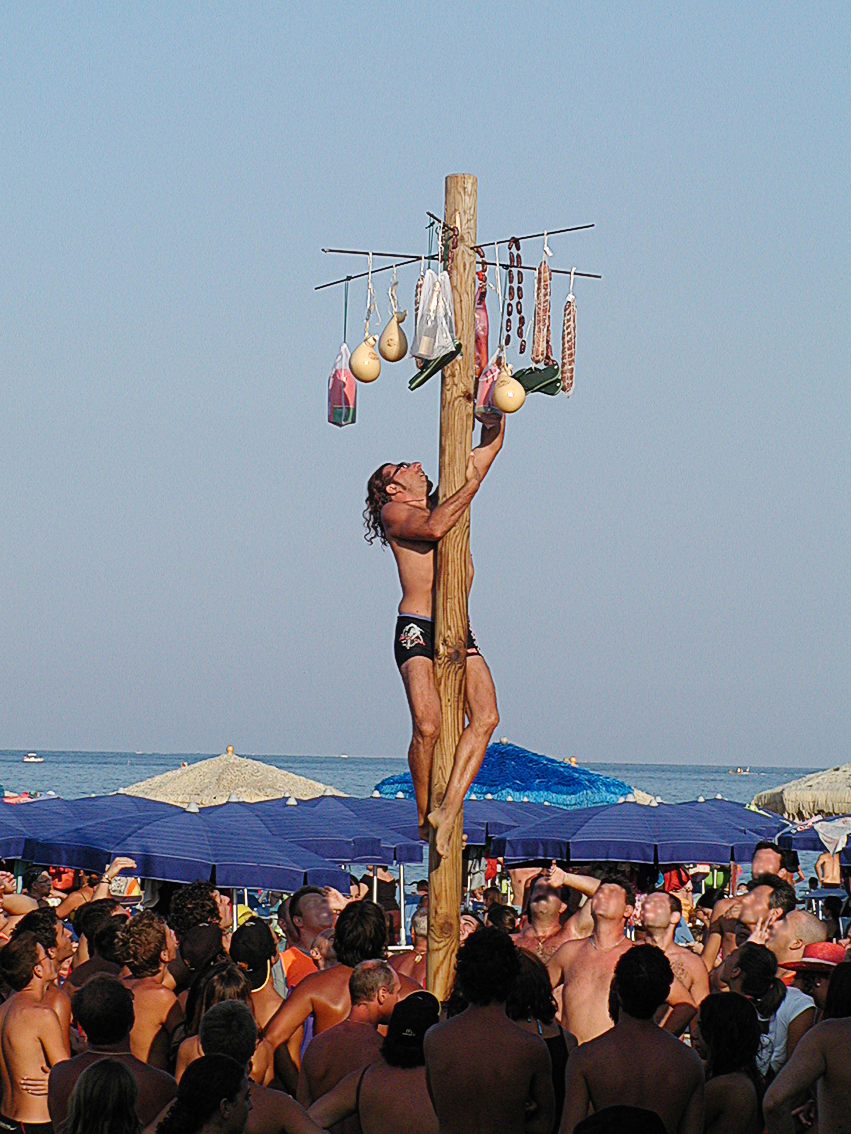
Mât de cocagne sur la plage à l'occasion de Ferragosto.

Le terme Ferragosto dérive de la locution latine Feriae Augusti (repos d'Auguste) qui indique une fête instaurée par l'empereur Auguste en 18 av. J.-C. qui s'ajoutait aux fêtes romaines préexistantes et se déroulant aussi au mois d'août, comme les Vinalia ou les Consualia, pour célébrer les récoltes et la fin des principaux travaux agricoles. L'antique Ferragosto, outre son dessein évident d'auto-promotion politique, avait pour but de lier entre elles les principales fêtes d'août pour ainsi créer une période de repos adéquate, nécessaire après les grandes fatigues des semaines précédentes.
Pendant les festivités, des courses de chevaux étaient organisées à travers tout l'empire et même les animaux de trait (bœufs, ânes et mules) étaient dispensés de travail et décorés avec des guirlandes de fleurs. Ces traditions antiques refont surface actuellement, presque inchangées, pendant le Palio de Sienne, par exemple. La même appellation (palio) dérive du pallium, le drap d'étoffe précieuse qui servait de premier prix pour les vainqueurs des courses de chevaux dans la Rome antique. Pour l'occasion, les travailleurs transmettaient leurs meilleurs vœux aux patrons, récoltant en échange un pourboire : cette pratique devint même obligatoire pendant la Renaissance dans les États pontificaux.

### Époque fasciste
La tradition populaire de l'excursion de Ferragosto naquit durant la double décennie fasciste. À partir de la seconde moitié des années 1920, pendant la période de Ferragosto, le régime organisa, par le biais des associations de l'Œuvre nationale du temps libre des différentes corporations, des centaines de « tours populaires »  grâce à la création des « trains populaires de Ferragosto ». Ces trains permettaient aux citoyens de s'évader pour quelque temps pour des prix modiques.
L'initiative offrait la possibilité aux classes sociales les  moins aisées de visiter les villes, les montagnes ou les stations balnéaires un peu partout en Italie. L'offre se limitait aux 13, 14 et 15 août et se divisait en deux formules : la première, « l'escapade d'un jour », pour une destination dans un rayon d'environ 50 à 100 km, et la seconde, le « tour en 3 jours » dans un rayon de 100 à 200 km.
Ce fut pendant ces tours populaires que la majorité des familles italiennes eut pour la première fois la possibilité de se rendre sur les plages, les montagnes et les grands centres artistiques. Néanmoins, puisque ces voyages organisés n'incluaient pas les repas, on assista également à la naissance d'une tradition connexe, celle des paniers-repas.

## Culture populaire
- En Lombardie et au Piémont, jusqu'aux premières décennies du XXe siècle, il était d'usage de « donner le ferragosto » (en lombard dà el faravóst), ce qui consistait, pour les employeurs, à donner de l'argent ou des victuailles en cadeaux aux ouvriers de façon que les familles puissent passer Ferragosto dans l'allégresse. Dans les chantiers de construction, vers la fin de juillet, les charpentiers avaient pour habitude de fixer une grande branche d'arbre au sommet des charpentes, appelée pianta del faravóst, qui servait à rappeler à l'entrepreneur l'imminence de Ferragosto, et donc des dons en argent qu'il devait faire[5].

- À Turin, jusqu'au milieu du XXe siècle, de nombreuses personnes se rendaient sur la rive du Pô pour manger au restaurant ou pour pique-niquer près de l'église de la Madonna del Pilone. Cette coutume était appelée Festa del pignate a la Madona dél Pilòn, c'est-à-dire « Fête des casseroles à la Madonna del Pilone »[6].
- À Porto Santo Stefano, le Palio dell'Argentario, course de bateaux aux origines antiques, se déroule le jour de Ferragosto.
- À Montereale, dans le pré adjacent à l'abbaye de la Madonna in Pantanis, une compétition de poésie se tient le jour de Ferragosto[7].
- La smorfia napoletana attribue à Ferragosto le numéro 45.

### Cuisine
« A ferragosto, piccioni arrosto »  « À Ferragosto, on mange du pigeon rôti. »

— Proverbe populaire
Le plat traditionnel par excellence pour le dîner de Ferragosto est le pigeon rôti. Cette coutume, qui serait née en Toscane à l'époque carolingienne, était répandue partout en Italie auparavant et subsiste encore dans quelques régions du pays.[réf. nécessaire]
En Sicile, il est d'usage de préparer pour Ferragosto le typique gelu di muluna, un dessert gélatineux à base de pastèque, décoré avec des feuilles de citron et des fleurs de jasmin.
À Rome, le repas traditionnel de Ferragosto est composé de poulet aux poivrons, de fettuccine au foie de porc et de pastèque froide. Dans le massif des Apennins tosco-émiliens, on prépare des petits beignets sucrés à l'anis.

### Musique
- L'opéra lyrique Pagliacci du compositeur napolitain Ruggero Leoncavallo se déroule le jour de Ferragosto (Oh, che bel sole di mezz'agosto! ; Per la Vergin pia di mezz'agosto!).
- Notte di ferragosto est une chanson de Gianni Morandi[11].

### Cinéma
- Ferragosto in bikini (it) est une comédie italienne tournée en 1961. Réalisateur : Marino Girolami. Scénario : Tito Carpi et Marino Girolami. Personnages et interprètes : Walter Chiari, Mario Carotenuto, Valeria Fabrizi, Raimondo Vianello, Lauretta Masiero, Carlo Delle Piane, Tiberio Murgia, Toni Ucci, Bice Valori, Marisa Merlini ; le film met en scène une série de personnages caractéristiques qui se rencontrent sur la plage de Fregene ;

- Il sorpasso / Le Fanfaron est un film italien de 1962 réalisé par Dino Risi, avec Vittorio Gassman dans le rôle-titre(s), Jean-Louis Trintignant dans celui d'un faire-valoir, et Catherine Spaak. La narration du film débute « dans la Rome déserte d'un Ferragosto quelconque », en passant ensuite par les routes d'une campagne romaine quasi-déserte de torpeur d'août, un soleil crevant l'écran du noir et blanc, un bal nocturne de village... jusqu'à des plages très festivement et solairement sixties et sexy tel le paroxysme du bonheur d'être jeune et de vivre avant le drame final.

- L'ascensore, troisième épisode Quelle strane occasioni, comédie en trois actes sortie en 1976. L'épisode a été réalisé par Luigi Comencini, avec Alberto Sordi et Stefania Sandrelli, et raconte l'histoire de la jeune Donatella (Stefania Sandrelli), qui reste coincée en compagnie d'un homme âgé (Alberto Sordi) dans l'ascenseur d'un bâtiment désert pendant la période de Ferragosto.

- Un sacco bello, film italien sorti en 1980, réalisé et interprété par Carlo Verdone avec comme toile de fond une Rome ensoleillée et déserte pendant la période de Ferragosto.

- 15 août est un court-métrage dramatique français (10 minutes) réalisé par Nicole Garcia en 1986, avec Ann-Gisel Glass, Nicole Garcia et Jean-Louis Trintignant dans le rôle du mari infidèle.

- 15 août est un film français réalisé par Patrick Alessandrin en 2001, avec Richard Berry, Jean-Pierre Darroussin et Charles Berling, qui sont abandonnés par leurs épouses le jour de Ferragosto et contraints de s'occuper de leurs nombreux enfants.

- Le Déjeuner du 15 août, film italien sorti en 2008 et réalisé par Gianni Di Gregorio. Le film a remporté le prix du Meilleur premier film 65e Mostra de Venise.

### Littérature
- Alberto Moravia, Scherzi di Ferragosto dans Racconti romani, 1954 ;
- Carlo Cassola, Ferragosto di morte (roman), Reggio Emilia, Ciminiera, 1980, collection "Narrare oggi" ;
- Arturo Carlo Jemolo, Scherzo di Ferragosto, Rome, Editori Riuniti, 1983 ;
- Renato Olivieri, Maledetto Ferragosto, préface de Raffaele Crovi, Milan, Rizzoli, 1983 et autres éditions (Le commissaire Ambrosio enquête sur la mort mystérieuse de Andrea Bulgari, retrouvé mort dans sa chambre à coucher un jour de Ferragosto. Les événements se déroulent à Milan) ;
- Raffaele Crovi, Ladro di Ferragosto, Milan, Frassinelli, 1984 ;
- Antoine Compagnon, Ferragosto, Flammarion, 1985 ;
- Salvatore Gabriele, Ferragosto, Coppola editore, 2002 ;
- Gianfranco Miroglio, Ferragosto, Acqui Terme, Impressioni Grafiche, 2002 ;
- Paolo Cevoli, Mare mosso, bandiera rossa: Ferragosto a Roncofritto. Romanzo!, Milan, Kowalski, 2003 ;
- Gino Pugnetti, Vendetta tremenda vendetta, Meridiano zero, 2003 ;
- Silvia Avallone, Acciaio, Rizzoli, 2010 ;